# Jouni
Jouni [ˈjou̯.ni] ist ein männlicher Vorname.

## Herkunft und Bedeutung
Bei Jouni handelt es sich um eine finnische Dialektform vom Namen Jon.

## Verbreitung
Der Name Jouni ist primär in Finnland verbreitet. Dabei wurde er vor allem in den 1960er und 1970er Jahren vergeben. Seitdem sank die Popularität.
Auch in Schweden wird der Name gelegentlich vergeben. Das Durchschnittsalter der Namensträger beträgt 58,4 Jahre.

## Namensträger
- Jouni Inkala (* 1966), finnischer Dichter
- Jouni Järvelä (* 1973), finnischer Jazzmusiker (Saxophon, Klarinette, Komposition)
- Jouni Johansen (* 1968), finnischer Skispringer.
- Jouni Kaitainen (* 1980), finnischer Skisportler (Nordische Kombinination)
- Jouni Kannisto (* 1963), finnischer Jazzsaxophonist und -flötist
- Jouni Kinnunen (* 1983), finnischer Biathlet
- Jouni Loponen (* 1971), finnischer Eishockeyspieler
- Jouni Pellinen (* 1983), finnischer Freestyle-Skier
- Jouni Seistamo (1939–2022), finnischer Eishockeyspieler
- Jouni Yrjölä (* 1959), finnischer Schachspieler und -autor